# Cernica (Mostar, BiH)
Cernica je bivše samostalno naselje s područja današnje općine Mostar, Federacija BiH, BiH.

## Povijest
Za vrijeme socijalističke BiH ovo je naselje pripojeno naselju Mostar.